# Vaginularia paradoxa
Vaginularia paradoxa là một loài dương xỉ trong họ Pteridaceae. Loài này được Mett. ex Miq. mô tả khoa học đầu tiên năm 1869.